# Rio Sonhava
O Riacho Sonhava é um curso de água brasileiro que banha a microrregião de João Pessoa no estado da Paraíba. É um dos afluentes do rio Cuiá.